# Asterobemisia carpini
Asterobemisia carpini es un hemíptero de la familia Aleyrodidae, con una subfamilia: Aleyrodinae.
Fue descrita científicamente por primera vez por Koch en 1857.